# Костолачка улица (Београд)
| КОСТОЛАЧКА · улица | КОСТОЛАЧКА · улица  |
| ------------------ | ------------------- |
|                    |                     |
| Општина            | Вождовац            |
| Почетак            | Улица Војводе Степе |
| Крај               | Омишка улица        |
| Дужина             | 900 m               |
| Ширина             | 10 m                |
| Названа            | 1926.               |
|                    |                     |
|                    |                     |

Костолачка улица је улица на Вождовцу, у Београду. Простире се од улице Војводе Степе, па до Омишке улице. Улица је добила назив по насељу Костолац, које се налази близу Пожаревца. Костолац се налази на ушћу Млаве у Дунав. То је велики енергетско-индустријски центар, где се налазе термоелектрана Костолац, Костолац А1, Костолац А2 и Костолац Б, као и рудници угља Ћириковац, Клековац, Дрмно и други. На овом месту у средњем веку постојао је град Виминацијум, који је био римски град и војни логор.

## Име улице
Ова улица променила је име само једном и то 1926. године.

## Суседне улице
- Качерска
- Никшићка
- Милке Гргурове
- Милана Распоповића